# Лави (буква)

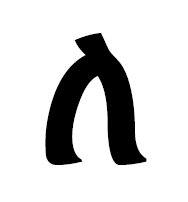
Лэ

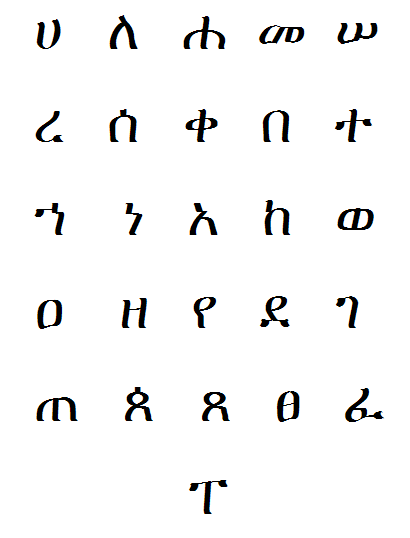

Лави (амх. ላዊ), лаве (амх. ላዌ), лау (амх. ለው) — буква эфиопского алфавита геэз, обозначает альвеолярный боковой сонант /l/. Гематрия — 30 (тридцать).
- ለ  — лави геэз лэ
- ሉ  — лави каэб лу
- ሊ  — лави салис ли
- ላ  — лави рабы ла
- ሌ  — лави хамыс ле
- ል  — лави садыс лы (л)
- ሎ  — лави сабы ло